# Conférence socialiste asiatique
La Conférence socialiste asiatique (Asian Socialist Conference ou ASC) est une organisation de partis politiques socialistes en Asie qui exista entre 1953 et 1965.
Jusqu'en 1963, son siège était à Rangoun, en Birmanie ; le premier président et trésorier de la conférence furent respectivement les dirigeants socialistes birmans Ba Swe et Kyaw Nyein,. En 1956, les partis membres de l'ASC comptaient au total environ 500 000 membres. En tout, quatre conférences socialistes asiatiques eurent lieu : à Rangoun, en 1953 et 1954, et à Bombay, en 1956 et 1965,.

## Historique
Le Parti socialiste birman avait exprimé le souhait de coopérer avec d'autres socialistes asiatiques dès 1946. À cette époque, le parti était au milieu de la lutte anticoloniale et espérait une coopération avec d'autres socialistes asiatiques contre un ennemi commun. À l'occasion de la Conférence sur les relations asiatiques, tenue à Delhi en 1947, les principaux membres des partis socialistes de Birmanie, d'Inde et d'Indonésie, lors d'une réunion informelle, discutèrent de la nécessité et de la possibilité d'une réunion des partis socialistes d'Asie pour discuter des problèmes communs et échanger leurs expériences. Par la suite, des réunions informelles entre socialistes birmans, indiens et indonésiens eurent lieu à l'occasion de la Conférence régionale asiatique de l' Organisation internationale du travail à Delhi en décembre 1951. À Delhi, il fut convenu qu'un comité pour la tenue d'une conférence socialiste asiatique serait formé, composée de représentants de l'Inde, de la Birmanie, de l'Indonésie, de la Malaisie, du Siam, du Vietnam, de la Corée et des Philippines (les Japonais seraient invités en tant qu'observateurs). Le comité proposé aurait son siège à Rangoun. Cependant, ces plans ne se concrétisèrent pas comme convenu et il faudra plusieurs années avant qu'une telle organisation de partis socialistes asiatiques prenne forme.
Lors de la fondation de l'Internationale socialiste en 1951, certains socialistes asiatiques considérèrent que la nouvelle organisation était trop eurocentrique. Ils estimèrent donc qu'il fallait une forme organisée de coopération entre les partis socialistes asiatiques. En septembre 1951, des représentants du Parti socialiste indien (plus tard le Parti socialiste de Praja) et du Parti socialiste japonais se réunirent à Tokyo. Une déclaration commune a été adoptée, appelant à une conférence des partis socialistes asiatiques. En décembre 1951, des représentants du Parti socialiste progressiste du Liban ont rencontré le Parti socialiste indien à Delhi, et un manifeste commun appelant à la coopération socialiste asiatique a été adopté.

## Comité préparatoire
À la suite de ces réunions, les partis socialistes d'Inde, de Birmanie et d'Indonésie se réunirent à Rangoun, en Birmanie, en mars 1952 pour une réunion préparatoire. Les partis socialistes japonais de gauche et de droite prirent part aux réunions en qualité d'observateurs. Cette réunion organisa la Conférence Socialiste Asiatique, qui se tiendra à Rangoun en janvier 1953. Les participants formèrent le « Comité préparatoire de la première Conférence des partis socialistes asiatiques » dirigé par Kyaw Nyein . Le Comité préparatoire acommença à publier Socialist Asia, qui deviendra plus tard l'organe de presse de la Conférence Socialiste Asiatique,,.
Des invitations pour la conférence de Rangoun de 1953 furent envoyées au Parti socialiste d'Indonésie, au Parti socialiste birman, au Parti socialiste de Praja (ceux-ci étaient invités par défaut, en tant que sponsors de la conférence), aux deux partis socialistes japonais, au Parti socialiste égyptien, au Parti national démocrate irakien (qui n'était pas considéré comme un parti socialiste en tant que tel, mais était considéré comme relativement proche des positions socialistes), le Parti socialiste arabe Baas en Syrie, le Parti socialiste progressiste libanais, le Mapaï israélien, le Parti travailliste pan-malais et le Parti socialiste pakistanais. Des observateurs furent invités, des mouvements de liberation africains d' Algérie, de Tunisie, du Kenya, d'Ouganda, du Nigeria, du Maroc, de la Côte-de-l'Or ainsi que du Congrès des peuples contre l'impérialisme. Des invitations furent envoyées à des organisations fraternelles, comme l'Internationale socialiste, l'Union internationale de la jeunesse socialiste et la Ligue des communistes de Yougoslavie.

## Conférence de Rangoun
La Conférence Socialiste Asiatique fut fondée lors d'une première conférence tenue à Rangoun, en Birmanie, du 6 au 15 janvier 1953. La conférence établit l'ASC en tant qu'organisation socialiste indépendante, dont le siège serait à Rangoun. Ba Swe fut élu président de l'ASC.

### Participation
Au total, 177 délégués, observateurs et invités fraternels prirent part à la conférence. Les partis qui participèrent en tant que délégués furent, :
| Pays      | Fête                                                                    | Nombre de délégués | Délégués notables                                   |
| --------- | ----------------------------------------------------------------------- | ------------------ | --------------------------------------------------- |
| Birmanie  | Parti socialiste birman                                                 | 15                 | Ba Swe, Kyaw Nyein                                  |
| Egypte    | Parti socialiste égyptien                                               | 1                  | Ahmed Husayn                                        |
| Inde      | Parti socialiste de Praja                                               | 77                 | Ram Manohar Lohia, Jayaprakash Narayan, Asoka Mehta |
| Indonésie | Parti socialiste d'Indonésie                                            | 26                 | Sutan Sjahrir, Soebadio Sastrosatomo                |
| Israël    | Mapai                                                                   |                    | Moshe Sharett, Reuven Barkat                        |
| Japon     | Parti socialiste de gauche du Japon Parti socialiste de droite du Japon | 30                 | Suzuki Mosaburo Komakichi Matsuoka                  |
| Liban     | Parti socialiste progressiste                                           |                    |                                                     |
| Malaisie  | Parti travailliste pan-malais                                           |                    |                                                     |
| Pakistan  | Parti socialiste pakistanais                                            |                    | Mobarak Sagher                                      |

Les invités et observateurs fraternels à la conférence durent :
- Internationale socialiste : Clement Attlee (Parti travailliste britannique), Saul Rose (Parti travailliste britannique, secrétaire d'Attlee), André Bidet (SFIO), Kaj Björk (Parti social-démocrate suédois)[11]
- Union internationale de la jeunesse socialiste : Donald Chesworth, William Worthy
- Congrès des peuples contre l'impérialisme : Margaret Pope
- Ligue des communistes de Yougoslavie : Milovan Đilas, Aleš Bebler, Anotelko Blazovic
- Congrès népalais : Délégation dirigée par BP Koirala
- Représentants des mouvements de liberation africains: Said Farni (Parti populaire algérien), Ignatius Musazi (Union africaine du Kenya), Taib Slim (Parti tunisien de Destour), ENK Mulira (Congrès national ougandais) [6],[12]

### Débats
Toutes les sessions de la conférence se déroulèrent en anglais, à l'avantage des délégués indiens mais au désavantage des Japonais, des Indonésiens et du chef de la délégation yougoslave Đilas.
Une proposition de formation d'une « troisième force » dans la politique mondiale fut soulevée à la conférence (la conférence servira à bien des égards de précurseur à la conférence de Bandung de 1955). Le représentant britannique de l'IS Clement Attlee  ridiculisa l'idée de construire un troisième bloc en dehors de la contradiction Ouest-Est . Milovan Đilas, BP Koirala et Jayaprakash Narayan  intervinrent en faveur de la proposition du leader socialiste indien Ram Manohar Lohia pour une «troisième force». Finalement, la conférence adopta une résolution appelant au soutien de la démocratie, condamnant le capitalisme, le communisme et l' impérialisme.
Lors de son séjour à Rangoun, Đilas accorda une interview à l'organe de presse du parti yougoslave Borba, déclarant que « la Conférence a révélé qu'en Asie, en particulier en Inde, en Birmanie et en Indonésie, il existe des forces de combat très importantes, capables de combattre non seulement contre l'ancien colonialisme mais aussi contre le cominformisme et l'hégémonie soviétique et chinoise... [Ces nations] ont démasqué l'âme antisocialiste de l'Union soviétique et de ses satellites ».

### Relation avec l'Internationale socialiste
Avant même la tenue de la conférence, les principaux organisateurs convinrent que la nouvelle organisation existerait séparément de l'Internationale socialiste. Cependant, lors de la conférence de Rangoun, la délégation de l'IS et son chef Attlee tentèrent de convaincre la conférence que l'ASC serait une organisation régionale de l'IS. Au cours de la conférence, les délégués asiatiques critiquèrent la position de l'IS envers les mouvements de libération anti-coloniaux
Trois délégations (les Israéliens, les Malais et les Japonais de droite) soutinrent la proposition de fusionner l'ASC dans le giron de l'IS. Les partis israéliens et malais étaient tous deux membres de l'IS. D'autres délégations à Rangoun s'opposèrent à la proposition (quoique à des degrés divers). L'opposition à l'IS s'exprima principalement sur des questions liées au colonialisme (l'attitude tiède de l'IS envers les mouvements de libération anticolonialistes fut critiquée par les délégués à la conférence) et au neutralisme (à la conférence, l'IS fut étiquetée comme faisant partie du camp américain). Cependant, la façon dont la conférence identifia le socialisme était dans des termes semblables à ceux que l'Internationale socialiste utilisait à l'époque.

## Interlude

### Réunion du Bureau de Rangoun
Entre la première et la deuxième conférence de l'ASC, le Bureau de l'ASC s'est réuni cinq fois. La première réunion du Bureau eut lieu juste après la première conférence, à Rangoun le 15 janvier 1953. La réunion du Bureau de Rangoun nomma un Secrétariat, qui devrait gérer les affaires courantes de l'ASC dans son bureau de Rangoun. Le poste de secrétaire général fut réservé au parti indonésien, qui devrait nommer ultérieurement sa personne nommée. Deux co-secrétaires furent nommés, Madhu Limaye de l'Inde et Hla Aung de la Birmanie. Le Birman Kyaw Nyein fut choisi comme trésorier de l'ASC, une tâche difficile compte tenu du sous-financement du bureau de Rangoun. Limaye arriva au bureau en mars 1953.
En juillet 1953, l'ASC envoya une délégation de quatre membres au congrès de l'Internationale socialiste à Stockholm. La délégation fut conduite par le secrétaire général indonésien de l'ASC, Wijono. La délégation de l'ASC suggéra à l'IS de commémorer une «Journée de la liberté des populations tributaires», une proposition mal accueillie par le congrès de l'IS.

### Réunion du Bureau d'Hyderabad
Du 10 au 13 août 1953, le Bureau organisa sa deuxième réunion à Hyderabad. La réunion fut tenue au Hill Fort Palace et fut présidée par Ba Swe. Il s'agit de la première réunion du Bureau à laquelle Wijono participa. Un autre participant notable fut le leader libanais du Parti Socialiste Progressiste Kamal Joumblatt . La réunion adopta des résolutions sur des sujets comme les règlements de paix (soutenant l'admission de la république populaire de Chine aux Nations Unies, appelant à des élections pour une assemblée constituante sous supervision internationale en Indochine, appelant à la réunification de la Corée sous une autorité internationale acceptable des deux côtés), « les troupes du KMT en Birmanie » (appelant à leur retrait de Birmanie) ainsi que des « Salutations aux socialistes d'Asie occidentale» (condamnant la répression contre les socialistes en Syrie). La réunion exprima son espoir de poursuivre des relations cordiales avec l'Internationale socialiste et la Ligue des communistes de Yougoslavie. Ces deux organisations avaient des observateurs présents à la réunion, Morgan Phillips de l'IS et Dobrivoje Vidić du parti yougoslave,,,.
La réunion d'Hyderabad décida de créer un «bureau anti-colonial». Le bureau anti-colonial serait dirigé par un comité de coordination, qui serait nommé par le président de l'ASC. Un bureau serait créé, desservi par l'un des co-secrétaires de l'ASC et un autre co-secrétaire choisi par le comité de coordination. Certaines suggestions pour les futures fonctions du Bureau anti-colonial soulevées à Hyderabad comprenaient l'encouragement de la tenue d'un congrès panafricain, l'appel aux gouvernements asiatiques et africains à renforcer leur travail à l'ONU, l'appel aux journaux asiatiques à donner plus de couverture et de soutien aux mouvements anticoloniaux, l'envoi d'un représentant à l'ONU pour aider les mouvements anticoloniaux, que le Bureau anticolonial demande à devenir une organisation consultative à l'ONU, l'organisation d'une mission d'enquête sur les possessions coloniales en Asie, la collecte de fonds pour la défense des victimes de la répression coloniale en Afrique et ailleurs et l'appel des partis asiatiques à l'organisation de stages pour des représentants africains.
En outre, la réunion d'Hyderabad appela à la création d'une brigade de construction conjointe de l'ASC. Les partis israéliens et birmans furent chargés d'élaborer une proposition pour une telle brigade.
Limaye ne revint pas au Secrétariat après la réunion d'Hyderabad. Il fut remplacé par un autre socialiste indien, Madhav Gokhale. Le Secrétariat de Rangoun fut rejoint par l'un des secrétaires du Bureau Anti-Colonial, Jim Markham du Parti populaire de la Convention de la Côte-de-l'Or. En décembre 1953, Roo Watanabe, un co-secrétaire japonais, arriva à Rangoun. Les deux partis japonais avaient longuement débattu avant de pouvoir se mettre d'accord sur un candidat commun au poste de secrétaire adjoint de l'ASC.

### Réunion du bureau de Kalaw
La troisième réunion du Bureau de l'ASC devait avoir lieu en Indonésie en avril 1954. Cependant, le gouvernement indonésien avait refusé d'autoriser l'entrée de la délégation israélienne, et la réunion fut reportée et son lieu déplacé vers la Birmanie. Le Bureau se réunit à Kalaw du 25 au 28 mai 1954. La réunion de Kalaw adopta trois résolutions sur l'Indochine, la Corée et le désarmement. Lors de la réunion, le parti Indien proposa une résolution condamnant la formation de l'OTASE et appelant à la formation d'une alliance de sécurité asiatique indépendante des deux superpuissances, mais cette proposition fut renvoyée aux partis de l'ASC plutôt que d'être adoptée par le Bureau. Une délégation du Parti socialiste vietnamien  assista à la réunion. La délégation était dirigée par le Dr Pham Van Ngoi. Le Parti socialiste vietnamien demanda son adhésion à l'ASC lors de la réunion, mais le Bureau décida d'attendre avant de prendre une décision sur cette demande jusqu'à ce qu'une mission d'information ait été envoyée en Indochine et en Malaisie. La réunion de Kalaw décida aussi d'envoyer une mission d'information à Ceylan.
La mission d'information en Malaisie et au Sud-Vietnam fut effectuée en juillet-août 1954. La délégation était composée de Wijono, Watanabe et Markham. Leur rapport donna une opinion favorable du Parti socialiste du Vietnam, tout en exprimant de vives critiques contre le Parti travailliste de Malaisie. Gokhale effectua une mission d'information individuelle à Ceylan. Son rapport suggéra que l'adhésion de l'ASC soit donnée au Parti Lanka Sama Samaja.

### Réunion du Bureau de Tokyo
La quatrième réunion du Bureau de l'ASC se tint à Tokyo du 19 au 21 novembre 1954. La réunion fut précédée par la première réunion du comité d'experts économiques de l'ASC. En ce qui concerne les rapports des missions d'information, la réunion du Bureau décida de suggérer à la prochaine Conférence d'approuver l'adhésion du Parti socialiste du Vietnam. Concernant le LSSP de Ceylan, la réunion suggéra que le LSSP reçoive un statut d'invité spécial à condition que le LSSP rompe ses relations avec la Quatrième Internationale trotskyste .Le leader du LSSP, Colvin R. de Silva, participa à la réunion de Tokyo. Le LSSP n'ayant pas pu accepter la condition de rompre son affiliation à la Quatrième Internationale, refusa donc la proposition de l'ASC. Après cette pause, l'ASC commença à envisager des liens avec le Parti de la liberté du Sri Lanka à la place.

## Bureau anti-colonial
La réunion du Bureau d'Hyderabad avait confié au président de l'ASC la tâche de nommer le Comité de coordination du Bureau anti-colonial. Ba Swe proposa la formation d'un comité avec cinq représentants des partis de l'ASC et quatre représentants des mouvements de libération africains. Mais des problèmes se posèrent immédiatement pour trouver une composition adéquate, vu que le titulaire marocain refusait de siéger au même comité qu'un représentant du parti israélien.
Le Comité de Coordination du Bureau Anti-Colonial se réunit pour la première fois à l'occasion de la réunion du Bureau de Kalaw ASC en mai 1954. Kyaw Nyein fut élu président du bureau anti-colonial.

## Conférence de Bombay
La deuxième et dernière Conférence Socialiste Asiatique fut organisée au KC College, à Bombay, en Inde, en novembre 1956,. Les délégations asiatiques lors la conférence de Bombay étaient plus ou moins les mêmes que celles de la conférence de Rangoun de 1953, mais trois nouveaux partis avaient rejoint l'ASC en tant que membres. Il s'agissait du Parti socialiste du Vietnam, du Parti de la liberté du Sri Lanka et du Congrès népalais. Les invités non-asiatiques participant à la conférence provenaient du Parti socialiste italien, de la Fédération canadienne du Commonwealth coopératif, du Parti socialiste populaire du Chili, d'un parti socialiste grec, de la Ligue des communistes de Yougoslavie, du Mouvement pour la libération des colonies, du Comité africain de la liberté et des représentants de l'Algérie, du Kenya et du Tanganyika.
Les débats à la conférence de Bombay furent dominés par la crise de Suez . La conférence condamna l'agression anglo-française contre l'Égypte. Une autre résolution appelait au retrait soviétique de la Hongrie, à la reconnaissance de la république populaire de Chine aux Nations Unies et aux réunifications au Vietnam et en Corée.

## Participation israélienne
Concernant Israël, le Mapai fut invité à la conférence de Rangoun de 1953 plutôt que le Mapam, plus gauchiste. À l'époque, le Mapam était considéré comme trop proche des communistes. La présence israélienne à la conférence de Rangoun provoqua des affrontements avec des délégués arabes. Au début de la conférence, le délégué égyptien refusa de s'asseoir à la même table que la délégation israélienne et quitta la conférence en signe de protestation. La délégation libanaise quitta également la conférence pour protester contre la participation israélienne. À noter que, tout en ne s'associant pas à la sortie égyptienne et libanaise, le parti pakistanais gardait des réserves sur le rôle de la délégation israélienne.
En parallèle, l'ASC fit de la place pour le Mapai (qui était le parti au pouvoir en Israël) afin de favoriser les relations avec les socialistes asiatiques, contacts qui devaient plus tard se traduire par un renforcement des liens diplomatiques bilatéraux avec des États comme la Birmanie et le Népal. La conférence de Rangoun a probablement été la première fois que les dirigeants du Congrès népalais rencontraient des Israéliens. Le fait que les socialistes népalais et birmans puissent s'identifier au profil socialiste du Mapai a contribué à la formation de liens étroits. Dans le cas du Népal, ces liens ont été maintenus même après que le Congrès népalais ait été délogé par le coup d'État royal de 1960. Dans le cas de la Birmanie, les rencontres de la conférence de Rangoun aboutirent à l'ouverture de liens diplomatiques et, peu après, à la première nomination d'un ambassadeur israélien (David Hacohen) dans un pays asiatique.
Avec le rôle d'Israël dans l'attaque tripartite contre l'Égypte en 1956, les relations entre le Mapai et les partis socialistes en Asie se détériorèrent. Les membres du Parti socialiste japonais considéraient l'attaque israélienne et l'occupation du territoire égyptien et de Gaza comme une domination étrangère, destinée à protéger le contrôle colonial sur l'Égypte. En janvier 1957, le JSP adopta la «résolution de Fukuoka», qui appelait à l'expulsion de Mapai de la Conférence Socialiste Asiatique et de l'Internationale socialiste. En fin de compte, les diplomates israéliens réussirent à persuader le JSP de ne pas présenter la résolution de Fukuoka à l'ASC et à l'IS.

## Dissolution
À partir de 1961, l'ASC ne fonctionnait plus. Les facteurs contribuant à la non-continuation de l'expérience de l'ASC furent la suppression des partis socialistes en Birmanie, en Indonésie et au Népal, ainsi que les conflits entre factions qui affaiblirent le mouvement socialiste en Inde.
En 1970, le Bureau socialiste Asie-Pacifique fut formé en tant qu'organisation successeur de l'ASC. Le Bureau, un comité de l'Internationale socialiste, avait cependant une orientation régionale différente de celle de l'ASC. Le Bureau socialiste de l'Asie-Pacifique était basé à Wellington, en Nouvelle-Zélande, et comprenait les partis travaillistes australiens et néo-zélandais.